# Michael Lawson
Michael Lawson (geb. 9. August 1998 in Hayward, Kalifornien, USA) ist ein American-Football-Spieler, der hauptsächlich auf der Position des Defensive Backs eingesetzt. wird. Er spielt in der Saison 2025 für die Southwest Kansas Storm in der Arena Football One. Mit den Potsdam Royals wurde er 2023 Deutscher Meister. 

## Karriere
Lawson spielte in seiner Jugend Baseball. Sein Bruder Rodney brachte ihm zum Football. Gemeinsam gingen sie ans San Francisco City College. Er ging an die Lamar University, wo er in der Saison 2019 auf zehn Tackles und fünf Interceptions kam. Zudem kam er auch 179 Yards als Puntreturner und wurde All-Conference-DB und All-Star-Punt-Returner. Er wechselte zu Western Illinois. Dort holte er in zwei Spielzeiten 151 Tackles, drei Sacks und sechs Interceptions.
Lawson wurde von den Houston Roughnecks der XFL gedraftet, kam dort aber letztlich nicht zum Zug. Anschließend war er im Pre-Season-Camp der Calgary Stampeders in der Canadian Football League, konnte sich aber auch dort nicht durchsetzen.
In der Saison 2023 spielte Lawson für die Potsdam Royals in der German Football League. Mit den Royals gewann er den GFL Bowl 2023.
Lawson ging zurück in die USA und wechselte zum Arena Football. Er wurde von Southwest Kansas Storm verpflichtet. Diese spielten 2024 in der Wiedergründung der Arena Football League (AFL), wo Lawson ins All-Star-Team gewählt wurde.  Aus der AFL wurde 2025 die Arena Football One (AF1). Beim Eröffnungsspiel der AF1 gelangen Lawson drei Interceptions, zwei davon trug er direkt zu einem Touchdown.